# Tipografic majuscul
Tipografic majuscul è un film del 2020 diretto da Radu Jude.